# Hugh Syme
Hugh Syme é um designer gráfico canadense vencedor do Prêmio Juno, mais conhecido por seu trabalho com capas de álbuns de bandas de rock. Ele também é músico e já apareceu como tecladista em algumas músicas do Rush. Notavelmente, Hugh é o responsável por todas as capas de álbuns do Rush desde Caress of Steel, de 1975, bem como por ter criado o famoso logotipo do Rush, "Starman". Ele disse que nunca pensou que a banda fosse usá-lo como o logotipo principal.
Sua base de clientes inclui as maiores gravadoras, estando entre elas:
- Geffen Records
- EMI
- Mercury Records
- RCA
- Capitol Records
- Sony Music
- Atlantic Records
- Warner Records
- A&M Records

Os fãs do Iron Maiden lembram de Hugh Syme como o responsável pela capa do The X Factor, onde o mascote Eddie é dissecado e mostrado de uma forma realista nunca antes vista. Enquanto todas as capas anteriores do Iron Maiden foram pinturas a óleo, Hugh usou um boneco com alguns retoques digitais. Em alguns países, a capa foi considerada muito forte e uma outra alternativa deve que ser oferecida, deixando a capa original na última folha do livreto.
Outras bandas para as quais Hugh fez capas de álbuns incluem Megadeth, Whitesnake, Queensrÿche, Aerosmith e Dream Theater.